# مراد شريف
مراد شريف واسمه الكامل مراد شريف أحمد شتيوي، (1984 – ) فنان ومُنشد أردني من أصلٍ فلسطيني، وُلد في العاصمة الأردنية عمان لعائلةٍ فلسطينيةٍ من مدينة طولكرم بفلسطين.

## نشأته وتحصيله العلمي
وُلِدَ مراد شريف أحمد شتيوي في العاصمة الأردنية عمان عام 1984 لعائلةٍ فلسطينيةٍ من مدينة طولكرم بفلسطين. تلقى تعليمه في مدارس عمان وبعد أن أنهى الثانوية العامة التحق بالكلية العربية في عمان والتي نال منها شهادة الدبلوم في تخصص التربية الخاصة، ثم التحق بالجامعة الأردنية في سبتمبر 2005 والتي تخرج منها عام 2008 حاصًلا على شهادة البكالوريوس في ذات التخصص.

## مسيرته الفنية
بدأ الإنشاد منذ عام 1999، واشترك في أول ألبوم احترافي عام 2007، وأنشد في فرقٍ إنشاديةٍ عديدةٍ منها "فرقة المدائن الفنية" و"فرقة أوتار الفنية"، ثم أسس "فرقة الفنون الإسلامية".
وكان قد عمل بعد تخرجه من الجامعة الأردنية عام 2008 في مجال التدريس في الأردن لفترةٍ وجيزةٍ ثم انتقل إلى الكويت.
شارك في العديد من المهرجانات الفنية والحفلات الثقافية البارزة في دولٍ عديدةٍ منها: الأردن، والكويت، واليمن.
عمل لصالح "قناة هادي للأطفال" عام 2009، وبعد ذلك عمل في "قناة طه للأطفال" منذ عام 2010 وحتى عام 2013، ثم عمل في قناة طيور الجنة للأطفال منذ عام 2013 والتي أصبح أحد أبرز نجومها. وهو أحد الحكام الثلاثة لبرنامج صوتك كنز برفقة خالد مقداد وبراء العويد.

## أبرز أعماله الفنية
قدم مجموعة من الأعمال الفنية والتي حصدت ملايين المشاهدات، من أبرزها:
- بوظة.[8]
- النعنع.[9]
- عمو مراد.[10]
- دق دق.[11]
- الغربة.[12]
- أرض العز.[13]
- سبحانه رب البرية.[14]
- راجع يا بلاد.
- يا طير الطاير.
- التوم التوم.
- ياللي بتحب النعنع.
- يا طير الطاير.
- عيد المقاديد.
- فلافل.
- بياع التفاح.
- يا حبيبنا يا رمضان.
- يا أقصى كبر نادينا.
- الجيل الجاي.
- رحلة الأحلام.
- صاحب أهلك.
- ذكرى بقلبي.
- رمضان بيبقى غير.
- مدينة مدينة.
- صلوا على نبينا.
- عالمدرسة رايحين.

## وصلات خارجية
- "بوظة" لمراد شريف على يوتيوب